# Symmetroctena eutheta
Symmetroctena eutheta là một loài bướm đêm trong họ Geometridae.